# سیارک ۲۶۸۸
سیارک ۲۶۸۸ (به انگلیسی: 2688 Halley، نامگذاری:1982HG1) دو هزار و ششصد و هشتاد و هشتمین سیارک کشف شده‌است که در ۲۵ آوریل ۱۹۸۲ کشف شد.
قدر مطلق سیارک برابر ۱۱٫۶۰ است.